# 今井暖大
今井 暖大（いまい はると、2008年5月9日 – ）は、日本の俳優、YouTuber、元子役。スマイルモンキーに所属していたが、2021年3月31日をもって退所した。現在は、TRUSTAR所属。

## 人物
- 陸上部に所属しており、種目は短距離[5]。
- 視力は悪く、コンタクトを着用している[6]。
- 実姉は元子役でインフルエンサーのおさき[7]。他には年の離れた妹もいる。(うーちゃん、8歳差)

## 出演

### テレビ
- 女神のマルシェ（2014年、日本テレビ）
- 痛快TV スカッとジャパン（フジテレビ）
  - 「痛快TVスカッとジャパン 〜オツボネ保育士〜」（2015年）
  - 「痛快TVスカッとジャパン 〜幼稚園バスに遅刻する母子〜」（2015年）- 星野悠真 役
  - 「痛快TVスカッとジャパン パパの大逆転スカッと」（2017年）- 林下優太 役
- 解決!ナイナイアンサー （）- トニー谷さん長男まさみ 役
- 踊る!さんま御殿!!（2015年）- あたりまえたろう役(声)
- カガクノミカタ（2015年、NHK教育テレビジョン）
- 世界に誇る50人の日本人 成功の遺伝史「成功の遺伝史3」（2016年、日本テレビ）- 内田篤人(幼少) 役
- ドラフト緊急生特番!お母さんありがとう 第9話（2018年10月25日、TBS）- 中川圭太(幼少) 役
- 行列のできる法律相談所
  - 再現VTR（2019年、日本テレビ）- 仁香さんの息子 役
  - 再現VTR（2021年1月4日、日本テレビ）- 竹内涼真(幼少期) 役[8]
- 爆報!THEフライデー「人気芸人EXIT逮捕騒動の全て＆緊急2時間SP」（2019年10月4日、TBS）- 兼近大樹(幼少) 役[9]

### テレビドラマ
- HERO 第5話（2014年8月11日、フジテレビ） - 園児 役
- 大貧乏（2017年、フジテレビ） - 七草翔太 役[10]
- この世界の片隅に（2018年、TBS）- 水原哲(幼少) 役[11]
- 極道めし 第4話（2018年8月4日、BSジャパン）- 小津弘(少年) 役
- 我が家のヒミツ 第4話（2019年3月27日、NHK）[12]
- 白衣の戦士! 第1話（2019年4月10日、日本テレビ）[13]
- みかづき（2019年、NHK総合）- 市川暖大 役[14]
- 執事 西園寺の名推理 第2話（2019年5月3日、テレビ東京）- 高田翔太 役[15]
- 都立水商！〜令和〜 第3話（2019年5月20日、毎日放送）- 大竹雄太 役
- 赤ひげ2 第5話（2019年11月29日、NHK BS）- 清吉(幼少) 役[16]

### 配信ドラマ
- 宇宙を駆けるよだか（2019年、Netflix） - 水本公史郎(幼少) 役
- 脳内がハルトくんになった私は妄想が止まりません。（2022年12月28日、BUMP） - ハルト 役[17][18]

### 映画
- 残穢(ざんえ)-住んではいけない部屋-（2016年1月30日、松竹） - 益子家の息子 役
- 覚悟はいいかそこの女子。（2018年10月12日、東映）- 澤田惟智也(幼少期) 役[19]
- 薔薇とチューリップ（2019年5月3日） - 明光 役[20]
- 貞子（2019年5月24日、KADOKAWA）[21]
- 花と雨（2020年1月17日、P.I.C.S.） - 吉田(幼少期) 役[22]

### ネット配信
- 今日、好きになりました。マクタン編（2025年5月12日 - 、ABEMA SPECIALチャンネル）

### CM出演
- 日本マクドナルド
  - 「ハッピーセットトムとジェリー篇」（2014年）
  - 「見える、マクドナルド品質」（2014年）
- セガトイズ「アンパンマンわくわく冒険ドライブ」（2014年）
- サントリー「伊右衛門『夏』篇」（2015年）
- タカラトミー「JOUJOU へんしんしよう！おとばんど」（2015年）
- ハウス食品「バーモントカレー がんばるボクらのバーモント篇」（2016年）
- 大塚製薬「オロナミンCドリンク CAP HEAD篇」（2016年）
- テレビ朝日「アジア突破の瞬間は4年に1度のパーティーだ」（2017年）
- Nintendo Switch（2017年）３本
- すらら「走る子ども」篇（2019年）
- 東洋水産
  - ｢麺づくり『麺探偵ムラカミ・FILE1』篇」（2019年） - 息子 役
  - ｢麺づくり『麺探偵ムラカミ・FILE2』篇」（2020年） - 息子 役

### VP
- 吉本興業「笑学校(しょうがっこう)」WebCM（2013年）
- 日清食品グループ Web（2014年）
- SAMSUNG「GalaxyS5」（2014年）
- 三菱地所レジデンス「ザ・パークハウス北赤羽」モデルルーム映像（2015年）
- 岩手県雫石町移住促進ＰＲ動画「あなたにしか、出会えない場所がある。」（2017年）[23]。
- ももいろクローバーZ「Re:Story」MV タマシー 役（2018年）[24]
- GENERATIONS from EXILE TRIBE 少年（2018年）[25]
- 東方神起「UTSUROI」（2022年）[26]

### 声
- JA静岡市 「静岡県のJA JAさん」サウンドロゴ（2016年）

### WEB
- SONY「やりすぎな日曜日ボクとカゾクと、6人のタツジンたち」（2014年）[27]
- ジャクエツ（2015年）
- ライオン株式会社（2015年）
- ルックJTB「ナツタビナツビト」（2015年）
- 大塚製薬「SOYJOY・ソイカラSmart節分」（2015年）
- ヤマダ電機「YAMADAのIoT」（2016年）
- 旭化成ホームプロダクツ「まいにちを、たいせつに〜キッチンのからくりじかけムービー〜」（2018年）[28]
- 「ドラゴンクエストウォーク」1周年記念ドラマ「life with WALK 嘘つきの兄篇」（2020年）- 中村倫也(幼少期)役

### ラジオ
- JUNON SUPERBOY HIGHSCHOOL vol.2（2022年3月13日、ShibuyaCross-FM）

### スチール
- 「ILOVEmamaおしゃれコンテスト」準グランプリ（2013年）
- 「ニコンイメージング」カタログ・POP（2015年）
- 講談社「テレビマガジン」（2014年・2015年）
- HONDA「N-BOX専用カタログ」（2017年）
- 中村鞄製作所「中村鞄の手作りランドセル」（2018年）

## 書籍

### 写真集
- 「はるくんの時間」（2022年4月29日、主婦と生活社）[29]

### 雑誌
- nicola（2023年3月号 - 、新潮社） - メンズモデル